# ミマス (衛星)
ミマス (Saturn I Mimas) は、土星の第1衛星。1789年に天文学者ウィリアム・ハーシェルによって発見された。その後、ウィリアムの息子のジョン・ハーシェルが1847年にギリシア神話の巨人族の一人ミマースにちなみ命名、発表した。

## 発見と命名
ミマスは1789年9月17日にイギリスの天文学者ウィリアム・ハーシェルによって発見された。発見には40フィート望遠鏡が使用されたとされる。
ミマスの名称を提案したのは、ウィリアム・ハーシェルの息子で天文学者のジョン・ハーシェルである。ミマスを含む既に発見されていた7つの衛星に対して、1847年に発表した『Results of Astronomical Observations made at the Cape of Good Hope』の中で命名した。

## 軌道共鳴

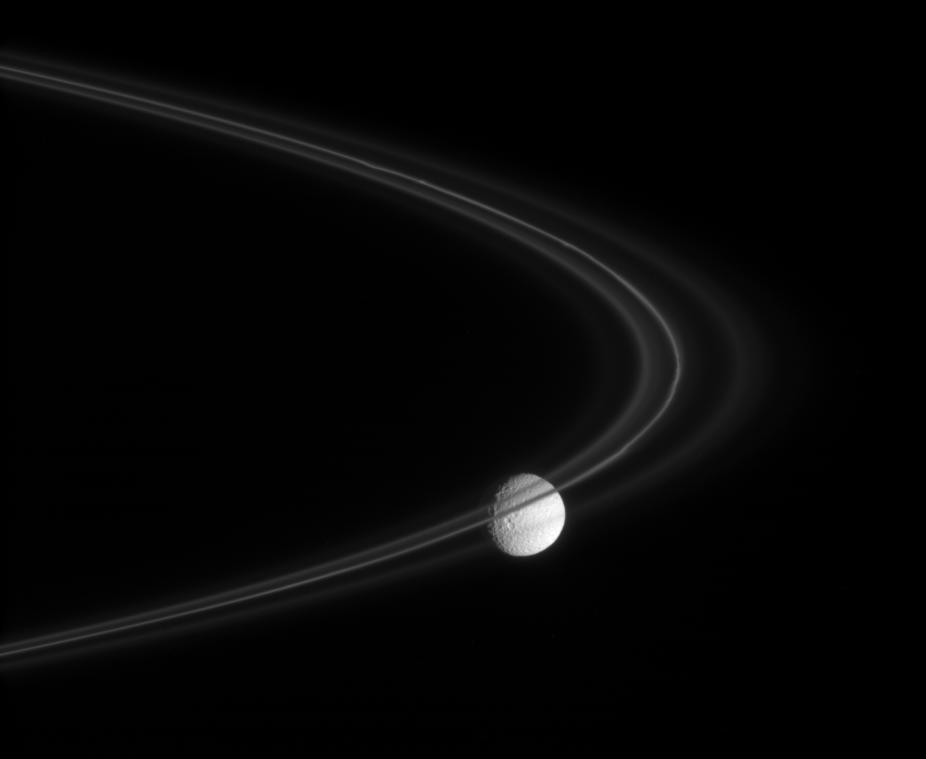
Fリングとミマス。

ミマスは半径18.6万kmのほぼ円軌道を約22時間40分かけて一周する天体で、土星の主要な衛星の中では最も土星の近くにある。
土星の環の中に見られる多数の特徴は、ミマスとの共鳴によって形成されている。例えば、土星の2つの幅広い環であるA環とB環の間の領域から物質を弾き出し、カッシーニの間隙を形成するという役割を果たしている。カッシーニの間隙の内縁付近にはホイヘンスの空隙が存在し、この空隙内の粒子はミマスと 2:1 の軌道共鳴を起こしている。つまりミマスが一回公転する間に、この領域の粒子はちょうど二回公転する。カッシーニの間隙中の粒子はミマスの重力で常に同じ場所で同じ方向に引っ張られることになるため、間隙の外側へと取り除かれる。また、C環とB環の境界はミマスと 3:1 の共鳴を起こしている。
F環の小さな羊飼い衛星であるパンドラは、ミマスとの軌道共鳴により公転周期がミマスに対して2:3の整数比となる軌道を回っており、ミマスと平均運動共鳴を起こしている。ミマス自身も2つ外側を周回する更に大きな衛星テティスと1:2の軌道共鳴を保っている。

## 物理的特性

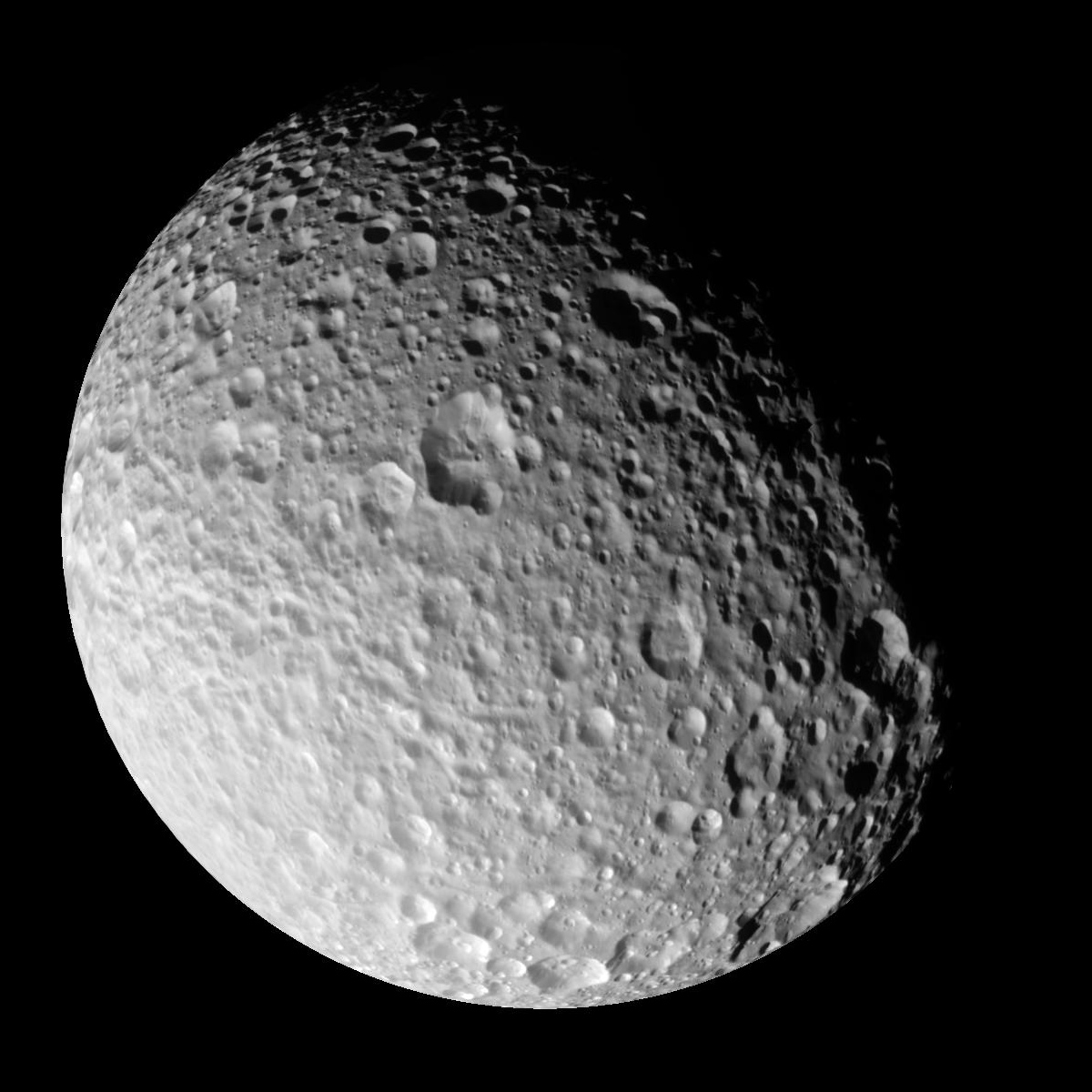
カッシーニ探査機が撮影したミマス。

ミマスの密度は 1.17 g/cm3と低く、氷および少量の岩石だけで構成されると考えられている。土星から受ける潮汐力のため、ミマスは415×394×381kmの三軸不等楕円体で近似される形に歪んでいる。この楕円体の形状は、カッシーニによって撮影された画像でも顕著である。
また、一般的な天体は昼の半球の赤道付近が最も高温になるが、ミマスの表面温度はこの単純な分布には従っていない。原因としては、ミマス表面の氷の状態に地域差があり、熱を逃がす効率が異なっているためという説がある。この構造の画像がゲームキャラクターのパックマンに似ていることがNASAのプレスリリースでも言及され、話題となった。
宇宙探査機カッシーニは2005年以降ミマスへの接近・調査を行っており、NASAは2014年10月17日に衛星の内部に水が蓄積されていると発表した。
土星の主要な衛星の中では大きさ・質量ともに7番目に大きいが、土星の衛星でミマス自身より直径が小さいものをすべて合わせたよりも大きな質量を持つ。

### 地形

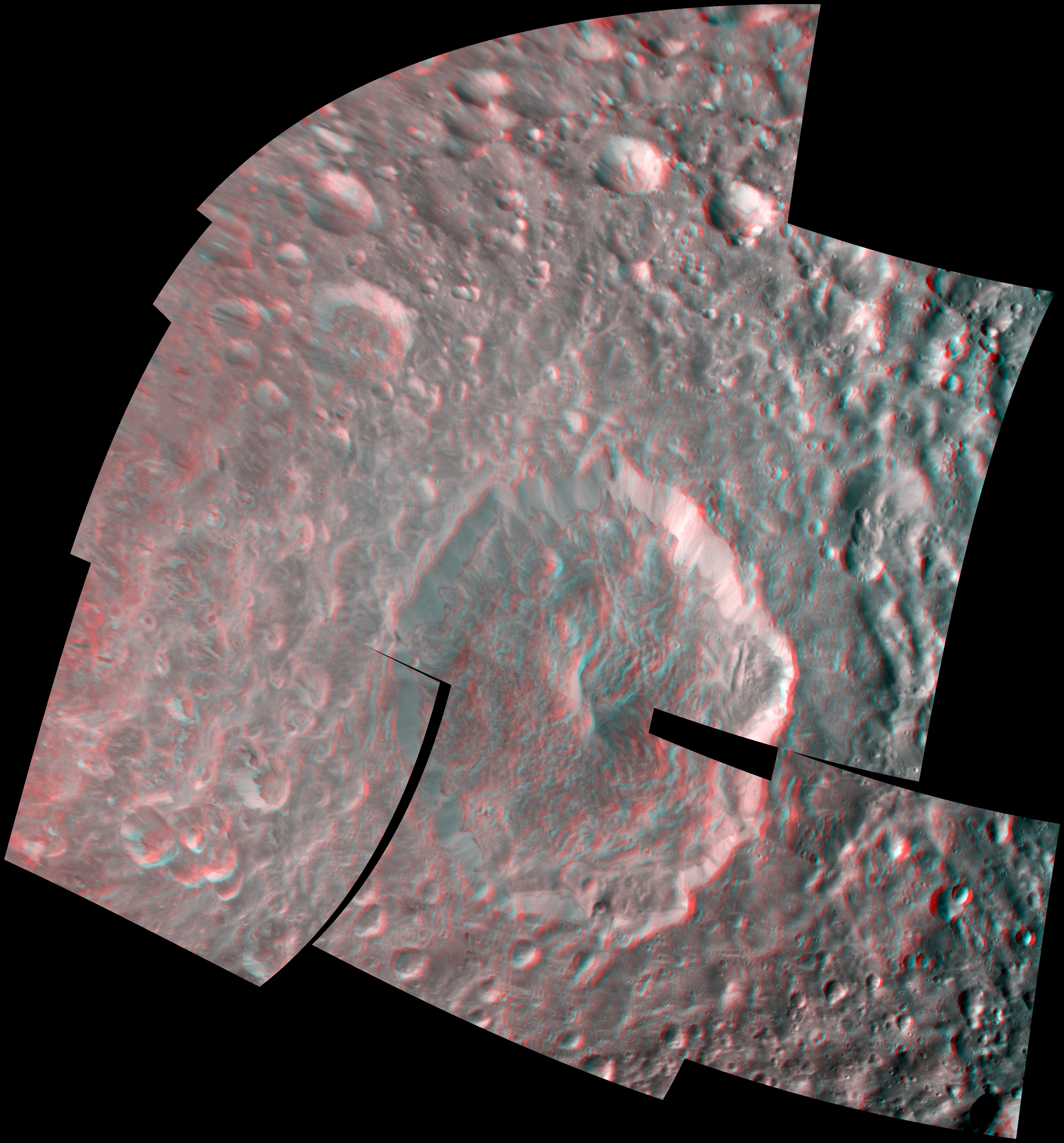
ハーシェル・クレーター

ミマスの主な地形はクレーターと峡谷であり、アーサー王物語およびティーターンにちなみ命名されている。
ミマス最大のクレーターであるハーシェル（ウィリアム・ハーシェルにちなむ）は直径 130 km に達し、ミマスの直径の3分の1に及ぶ。クレーターの壁は高さ約 5 km、深さは 10 km で、クレーターの中央丘は底部からの高さが 6 km ある。比較としてこのサイズ比率を地球に置き換えると直径 4,000 km 以上に達し、オーストラリアよりも大きくなる。このクレーターを形成した衝突はミマスをほとんど完全に破壊するところであったと考えられる。ハーシェルクレーターの反対側では、クレーターを形成した衝突で発生した衝撃波が到達したことによって引き起こされたと思しき破砕跡を見ることができる。この外見は、アメリカ映画『スター・ウォーズシリーズ』に登場する宇宙要塞「デス・スター」に似通っており、このことは報道や研究機関のリリースでもしばしば言及されている。しかし、ミマスがボイジャー1号によって撮影されたのは第1作『エピソード4/新たなる希望』公開の3年後であるため、これは単に偶然の一致である。また、デス・スターの半径は80 kmと設定されており、半径約200 kmのミマスはそれよりも大きい。
ミマスの表面はクレーターで満たされているが、それらはハーシェルよりもはるかに小さい。また、クレーターの分布は一定ではなく、表面の大部分は直径 40 km 以上のクレーターで覆われているが、南極領域では 20 km 以上のクレーターは見当たらない。これは、何らかの過程により南極地域から大きいクレーターが失われたと考えられる。
ミマス表面に見られる地質特性としては、3種類が公式に確認されている。クレーターと、細長い谷であるカズマ地形、および連鎖クレーターである。ハーシェルクレーターの反対側にはカズマ地形が複数見られる。

## 特異な秤動と内部構造
2014年に、ミマスの秤動は自身の軌道運動のみでは説明できない要素を持っていることが報告された。この秤動の異常成分は、内部が静水圧平衡状態になく細長いコアを持っていることによるものか、あるいは内部海を持っていることによって引き起こされていると考えられた。
しかしミマスに内部海があった場合、構造学的に活発な特徴を示すエウロパに働くのと同程度かそれを上回る程度の表面潮汐応力が発生することが後に指摘された。ミマスの表面には表面のひび割れなどの構造学的な活発さを示す特徴が見られず、これは内部海が存在するという考えと矛盾する。さらにミマスにコアが形成されたとすると、その過程で内部海も形成される可能性が高く、それに伴って地質学的な活動を引き起こすはずである。そのためミマスがコアを持っていることで異常な秤動成分が引き起こされるという仮説にも問題がある。その他の可能性としては、ハーシェルクレーターがあることによるミマスの質量分布の非対称性によって異常な秤動が引き起こされているという説が提案されている。
2022年1月にはカッシーニのデータの分析により、表面から24 - 31 km下に内部海が存在する可能性が示された。2024年2月にパリ天文台などのチームが発表した研究によると、ミマスの秤動は内部海によるものであり、内部海は地下20 - 30 kmにあると推定された。またこの内部海は形成されてから2,500万年に満たない新しいものであることもわかった。